# Casa Lis
La Casa Lis est un musée situé dans la ville espagnole de Salamanque. Fondé en 1995, il se trouve sur l’ancienne muraille de la ville. Aussi connu sous le nom de musée d’Art nouveau et Art déco, il est consacré aux arts décoratifs des dernières décennies du XIXe siècle jusqu’à la Seconde Guerre mondiale. Il abrite également des expositions temporaires.

## Histoire du musée
Le musée est un ancien manoir dont la construction fut commandée par son premier propriétaire, Miguel de Lis, à la fin du XIXe siècle. Un architecte provincial originaire de Jerez de la Frontera, arrivé à Salamanque par bateau, Joaquín de Vargas y Aguirre, fut choisi pour mener à bien ce projet. Don Miguel de Lis était propriétaire d’une tannerie qu’il avait hérité de son père et qu’il adapta aux nouveaux systèmes de production durant la dernière décennie du XIXe siècle. Cette affaire prospère lui procura une situation économique privilégiée, à tel point qu’il était, à l’époque de la construction de son nouveau palais urbain, l’une des cents personnes les plus influentes de Salamanque. Défini comme une personnalité douée dans les affaires et un travailleur infatigable, son côté « moderne » peut s’apprécier dans la conception de son manoir.
Vargas érigea le manoir et ses différentes pièces autour d’une cour intérieure et conçut une façade de fer et de verre en suivant les préceptes de l’architecture industrielle. Pour compenser le dénivelé existant jusqu’à l’entrée de l’actuel passage du Rector Esperabé, il eut l’idée de construire un escalier permettant de créer des terrasses paysagées ainsi qu’une grotte faite de roches, ce qui rééquilibre le tout. Le résultat est l’un des rares exemples d’architecture industrielle utilisée pour la construction d’habitations ; il est unique pour son aspect spectaculaire ainsi que pour l’audace architecturale avec laquelle Vargas a su répondre aux conditions du projet à cette époque. La façade nord de la maison est un des rares exemples d’architecture moderniste visibles à Salamanque.

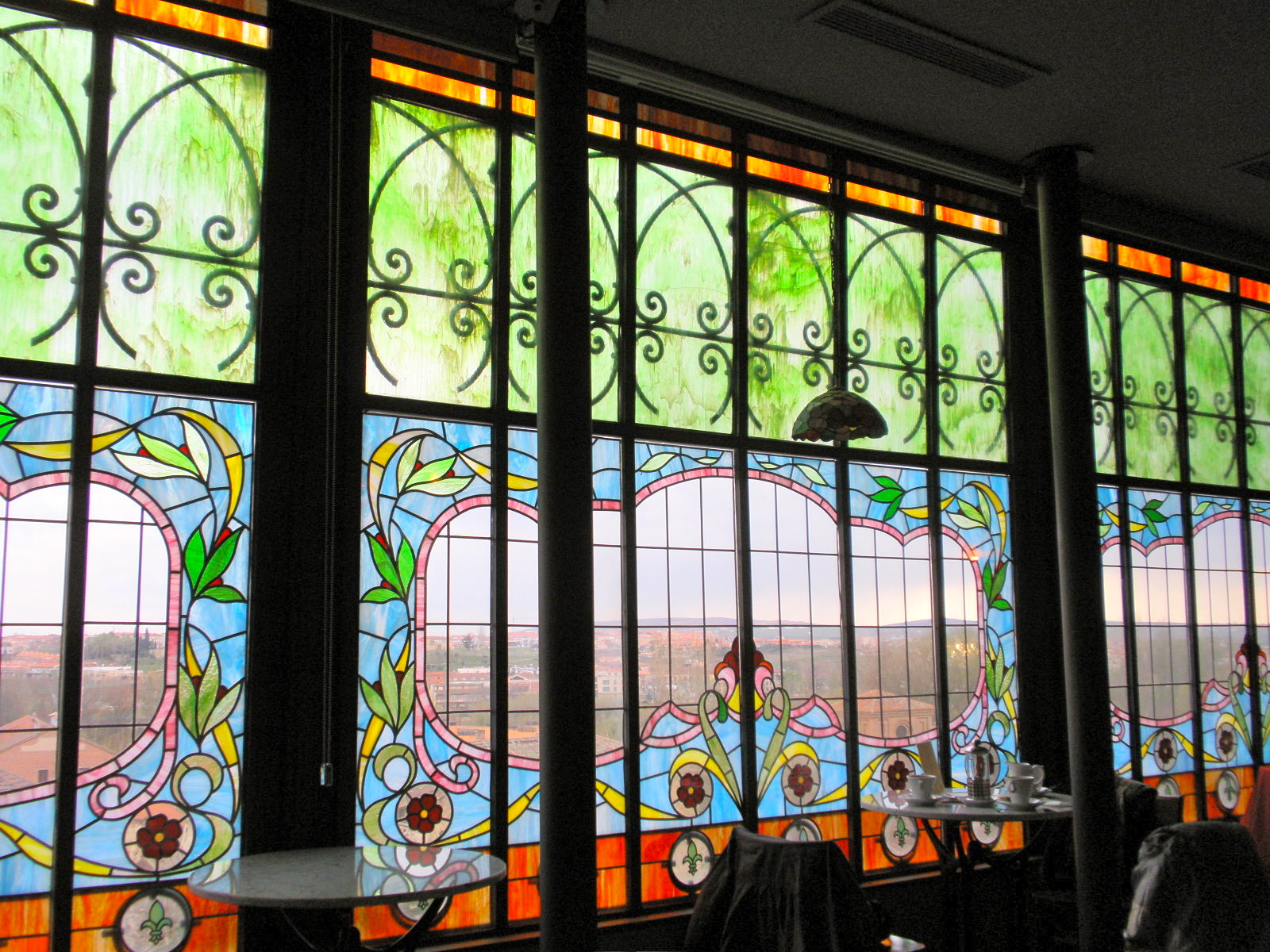
Détail des vitraux de l'actuelle cafétéria du musée.

Construite en pierre et en brique, on remarque sa porte d’accès et le mouvement organique des grilles de fer, d’une délicatesse propre à l’Art nouveau. Sa construction fut rapide puisqu’en 1905 on construisait la façade nord et qu’en 1906 on inaugurait le manoir. Celui-ci possédait des chambres d’été au sous-sol  et des chambres d’hiver au rez-de-chaussée. Il comptait aussi un bureau, des salles à manger, un oratoire, des salles de bains avec l’eau froide et l’eau chaude, plusieurs salons et une véranda. Le manoir s’éclairait à l’électricité et sa décoration était d’un goût moderniste avec les vitraux artistiques dans la galerie de la cour, les portes et la verrière de l’escalier principal.
Le manoir change de propriétaire en 1917, lorsque Enrique Esperabé de Arteaga, recteur de l’université de Salamanque, s’y installe avec sa famille. La Casa Lis est ensuite habitée par divers locataires, jusqu’à ce que dans les années 1970, fermée et inutilisée, elle entre dans une période de dégradation. En 1981, la mairie de Salamanque, consciente de sa valeur, lance une procédure d’expropriation qui a permis de la sauver de la ruine.
Depuis 1995, le bâtiment abrite le Musée d’art nouveau et Art déco et on expose, dans ses salons et autres pièces, les donations de Manuel Ramos Andrade, célèbre antiquaire et collectionneur.

## Expositions
Le musée possède une exposition permanente d’arts décoratifs depuis les dernières décennies du XIXe siècle jusqu’à la Seconde Guerre mondiale.
La majeure partie des œuvres exposées sont des objets utilitaires conçus sous réserve de critères esthétiques. Cette dualité, qui les rend intéressants[Interprétation personnelle ?] en tant que révélateurs d’une époque et d’une manière de vivre, a fait que beaucoup d’entre eux n’ont pu être gardés jusqu’à aujourd’hui, puisque leur utilisation dans le temps ne leur a pas permis de se conserver.
Au total, le musée compte 19 collections réparties entre les œuvres de verre, de bronze, des poupées et des statues d’or et d’ivoires.

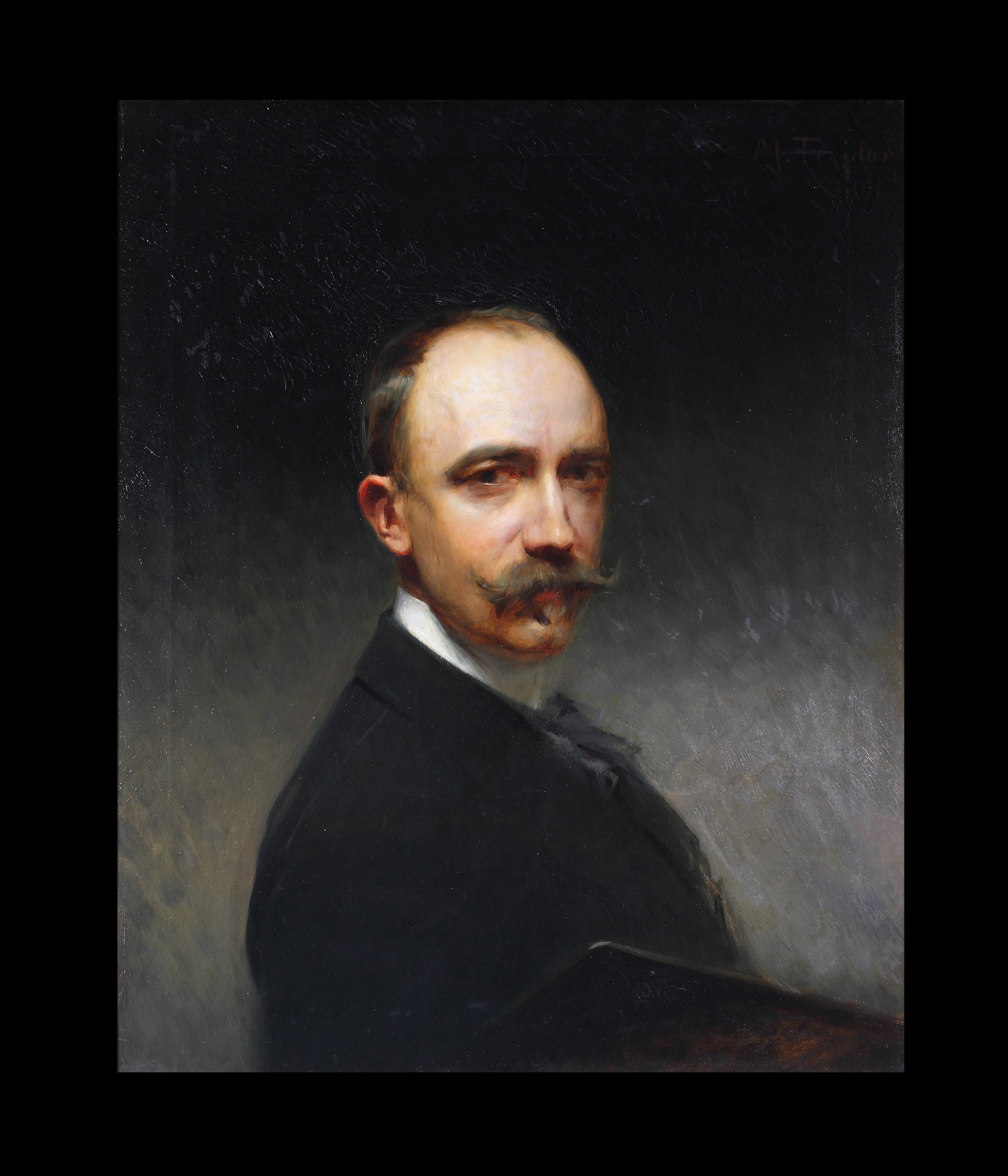
Autoportrait de Modesto Teixidor y Torres (huile sur toile, 1891)
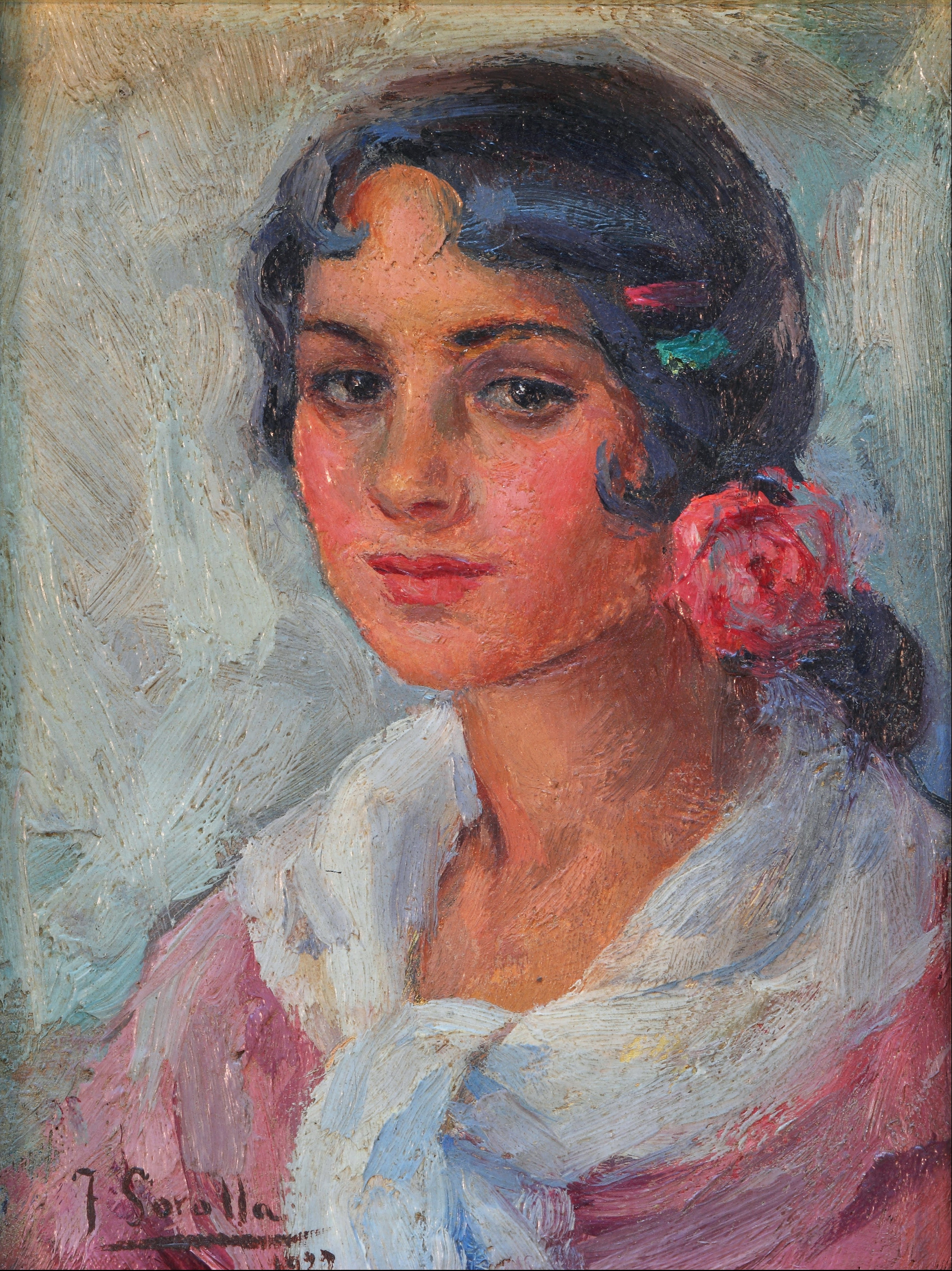
Portrait de femme de Joaquín Sorolla (huile sur toile, 1922)

Il propose aussi des expositions temporaires sur des thèmes et des auteurs en lien avec l’Art nouveau et l’Art déco. Des expositions à succès ont été réalisées sur Dalí, Picasso, Mucha, Anglada Camarasa, les ballets russes de Diaghilev, Gaudí, Coco Chanel, etc. Il héberge aussi diverses activités culturelles telles que des pièces de théâtre, des concerts de piano, des lectures en direct.

## Gestion du musée
Le musée est géré par une Fondation à caractère privé, la Fondation Ramos Andrade. Grâce à elle, il jouit d’un autofinancement de presque 80 % de ses ressources économiques propres.
La fondation Manuel Ramos Andrade, ou l’Association des amis de la Casa Lis, doit son nom au donateur de Salamanque qui a généreusement cédé la majeure partie des œuvres qui composent aujourd’hui la collection du musée d’Art nouveau et Art déco Casa Lis.
L’Association est une organisation culturelle sans but lucratif, à l’échelle nationale, dédiée au musée d’Art nouveau et Art déco de la Casa Lis de Salamanque. L’Organisation est présente dans certains organes et représentations du gouvernement tels que : l’Assemblée générale, qui est l’organe suprême de l’Association et dont font partie toutes les personnes associées ainsi que le Conseil d’administration qui change périodiquement de membres.
Les objectifs de l’association sont :
1. Assurer les activités et le fonctionnement du Musée Casa Lis, à travers les travaux de collecte, de conservation, de recherche, de documentation, de diffusion, de protection du patrimoine artistique et, en général, du patrimoine culturel.
2. Maintenir les liens d’amitiés et de collaboration avec les organismes recteurs du musée en contribuant à la dynamique générale du centre.
3. Chercher et encourager les relations avec des associations similaires.
4. Permettre le bon fonctionnement des musées de Castilla y Léon et en général de tout l’État en veillant à la protection et à la diffusion du patrimoine culturel.
5. Organiser des séminaires, des conférences, des expositions, des foires, des visites culturelles et autres activités à caractère didactique ou scientifique.
6. Faire des études, des communiqués, des brochures ou n’importe quel autre type de publication en lien avec ses objectifs.
7. Acquérir et collecter des dons ou dépôts d’objets d’intérêts culturels, d’utilité didactique ou scientifique ou de valeur historique ou bibliographique pour le musée Casa Lis.